# Demòcrates Populars
Demòcrates Populars (italià Democratici Popolari) fou un partit polític sorgit a la Vall d'Aosta d'una escissió de l'ala esquerrana de la DCI en els anys 1970 dirigit per Cesare Dujany, Maurizio Martin i Angelo Pollicini. Dujany fou president de la Vall d'Aosta en un govern de coalició amb Reagrupament Valldostà, el PSI i el PSDI. Es va imposar a les eleccions regionals de la Vall d'Aosta de 1973 i amb 8 escons i el 22,4% dels vots fou el grup més nombrós del Consell de la Vall, de manera que Dujany governà en coalició amb Unió Valldostana Progressista i el PSI, però el 1974 va dimitir i la Unió Valldostana formà nou govern.
A les eleccions regionals de la Vall d'Aosta de 1978 va veure reduïda a la meitat la seva representació, i a les eleccions legislatives italianes de 1979 es va presentar conjuntament amb Unió Valldostana, de manera que Dujany aconseguí l'acta de diputat, que va conservar fins al 1996. A les eleccions regionals de la Vall d'Aosta de 1983 es va presentar conjuntament amb la Unió Progressista Valldostana, assolint plegats més del 10% dels vots. El 1984 ambdós partits s'unificaren sota les sigles Autonomistes Demòcrates Progressistes.